# SAR-Klasse GC
Die Fahrzeuge der Klasse GC der South African Railways (SAR) waren Gelenklokomotiven der Bauart Garratt. Sie waren mit Achslasten von etwa 10,6 t für leichten Oberbau bestimmt; die Achsfolge war (1'C1')(1'C1').
Die Lokomotive entsprach weitgehend zwei Garratts, die die New Cape Central Railway (NCCR) 1923 beschafft hatte und die nach Übernahme dieser Bahn durch die SAR als Klasse GK eingeordnet wurden. Die Klasse GC hatte jedoch einen kleineren Zylinderdurchmesser und damit eine geringere Zugkraft.
Parallel zur Klasse GC wurde von den North British Locomotive Works versuchsweise eine einzelne Lokomotive der Bauart Modified Fairlie beschafft. Diese als Klasse FC bezeichnete Maschine stimmte mit der Klasse GC in allen wesentlichen Abmessungen überein, so dass es der Bahn möglich war, beide Gelenkbauarten miteinander zu vergleichen.
Die Lokomotiven der Klasse GC blieben bis 1964 im Einsatz und waren zuletzt in Pietermaritzburg stationiert.